# Kenyérmezői-patak
Kenyérmezői-patak är ett vattendrag i Ungern. Det ligger i den nordvästra delen av landet, 40 km nordväst om huvudstaden Budapest.